# Collingbourne Kingston
Collingbourne Kingston est un village et une paroisse civile du Wiltshire, en Angleterre. Il est situé dans l'est du comté, à 13 km au sud de la ville de Marlborough. Il est traversé par la route A338 (en) et par la rivière Bourne. Au recensement de 2011, il comptait 511 habitants.

## Étymologie
Collingbourne provient vraisemblablement du vieil anglais burna « ruisseau », avec le suffixe -inga permettant de désigner la famille ou la tribu de l'individu au nom duquel il est suffixé, ici un certain *Col ou Cola ; d'où « le ruisseau de la famille / tribu de *Col / Cola ». Ce nom est attesté sous la forme Colingeburne dans le Domesday Book, à la fin du XIe siècle. Kingston, qui indique que le domaine a appartenu à un moment donné de son histoire à la couronne anglaise, est un ajout ultérieur permettant de distinguer ce village de son voisin Collingbourne Ducis, une propriété du duc de Lancastre.